# Joseph Francis Shea
Joseph Francis Shea (Nova York, 5 de setembro de 1925 — 14 de fevereiro de 1999) foi um engenheiro espacial e gerente da NASA americano.
Nascido em Nova York no Bronx, foi educado na Universidade de Michigan, recebendo um Ph.D. em mecânica aplicada em 1955. Depois de trabalhar no Bell Labs em sistemas de guia inercial de radio do míssil balístico intercontinental no Titan I, foi contratado pela NASA em 1961. Como diretor delegado do escritório da NASA de vôos espaciais tripulados, e depois como chefe do escritório do programa da espaçonave Apollo, Shea foi importante em direcionar o curso do programa Apollo, ajudando a liderar a NASA na decisão em favor do projeto orbita lunar e apoiando os testes do foguete Saturn V. Enquanto às vezes causava controvérsia com a agência, Shea foi lembrado por seu antigo colega George Mueller como "um dos melhores engenheiros de sistema de nossos tempos".